# Згорня Бела
Згорня Бела (словен. Zgornja Bela) — поселення в общині Преддвор, Горенський регіон, Словенія. Висота над рівнем моря: 490,7 м.